# Andorra az Eurovíziós Dalfesztiválokon
Andorra hat alkalommal vett részt az Eurovíziós Dalfesztiválon, 2004 és 2009 között.
Az andorrai műsorsugárzó a Ràdio i Televisió d’Andorra, amely 2002-ben lett tagja az Európai Műsorsugárzók Uniójának, és 2004-ben csatlakozott a versenyhez.

## Története

### Évről évre

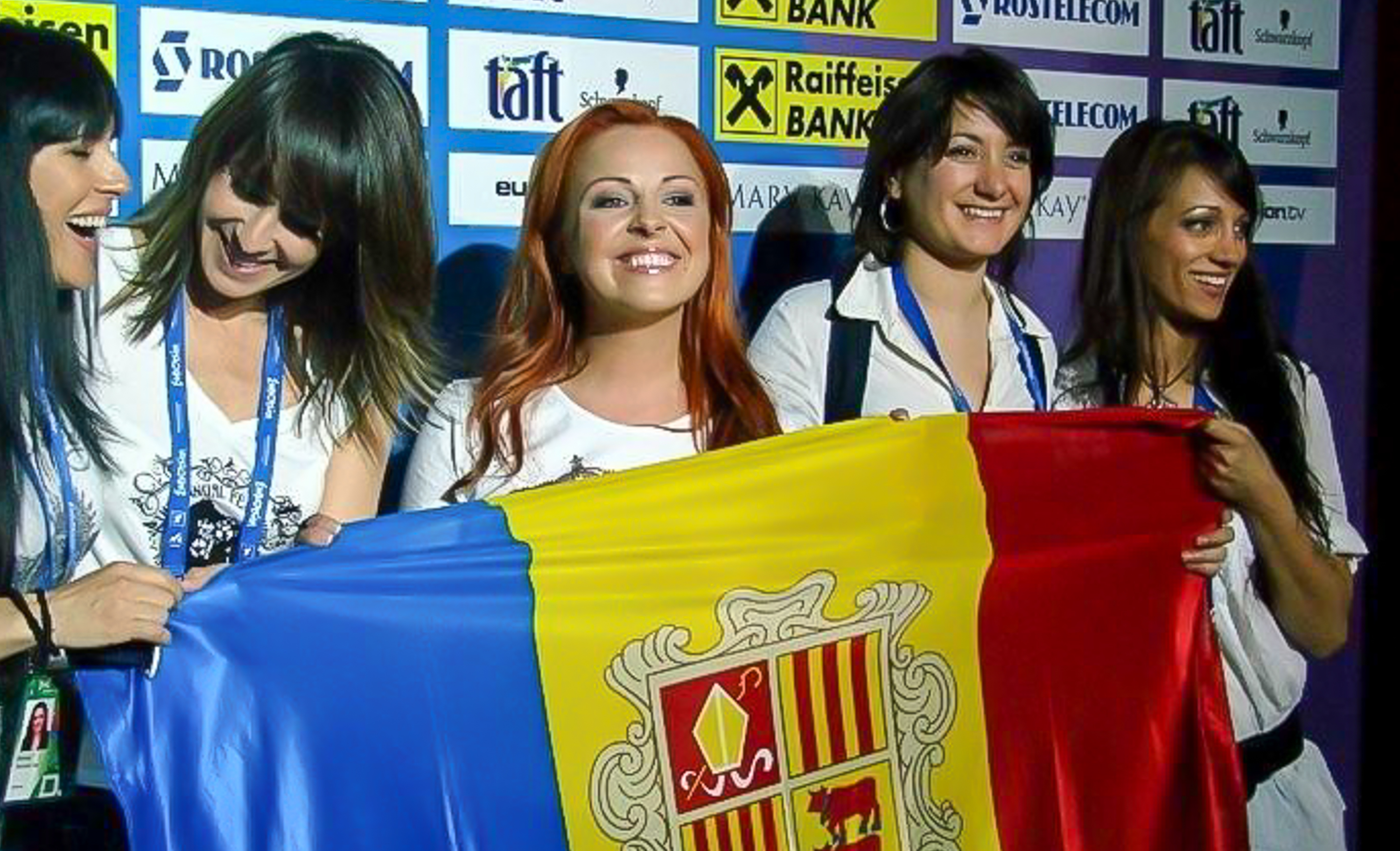
Andorra legutolsó versenyzője, Susanne Georgi.

Andorra 2004-ben vett részt először az Eurovíziós Dalversenyen, de egyszer sem vettek részt a döntőben. 2006-ban az elődöntő utolsó helyén végeztek, majd a következő évben érték el eddigi legjobb eredményüket, amikor az elődöntő tizenkettedik helyén végeztek, és csak néhány ponttal maradtak le a továbbjutást érő tíz hely egyikéről.
Kétszer, 2004-ben és 2006-ban is Spanyolországtól kapták minden pontjukat, és egy kivétellel minden alkalommal Spanyolországnak adták a maximális tizenkettő pontot a döntőben.
Kis ország lévén, többször is külföldiek képviselték őket. Jenny és Gisela spanyol, Marian van de Wal és Susanne Georgi pedig holland és dán, de mindketten Andorrában élnek.
Andorra 2011-ben fontolgatta az EBU-ból való kilépést az anyagi okok miatt, de ez végül nem történt meg.
Csehország 2016-os továbbjutását követően Andorra az egyetlen ország, mely sohasem vett részt a dalfesztivál döntőjében.

### Nyelvhasználat
A nyelvhasználatot korlátozó szabály 1999-ig volt érvényben, vagyis Andorra 2004-es debütálásakor már szabadon megválaszthatták az indulók, hogy milyen nyelvű dallal neveznek. Ennek ellenére a legtöbb dalt az ország hivatalos nyelvén, katalánul adták elő.
A 2004-es debütálásuk egyben a verseny történetének első katalán nyelvű dala volt. 2007-ben neveztek először nem teljes egészében katalán dallal, az Anonymous együttes előadása angol nyelvű részeket is tartalmazott. Ezt követően 2008-as daluk egy sor kivételével angol nyelvű volt, majd 2009-ben ismét angol és katalán kevert nyelvű dallal versenyeztek.

### Nemzeti döntő
Andorrában nem alakult ki hagyományos, minden évben megrendezett nemzeti válogató. Az andorrai induló kilétét vagy nemzeti döntő segítségével, vagy nemzeti döntő nélküli belső kiválasztással döntötték el.
A 2004-es debütáláskor egy heteken át tartó nemzeti döntő keretében választották ki indulójukat. Két előadó összesen tizenkettő dalt énekelt, melyek közül két dal jutott a döntőbe. A dal kiválasztása után külön szavazás döntötte el az énekes kilétét. A 2005-ös nemzeti döntőben Marian van de Wal énekelt három dalt, melyek közül telefonos szavazás és egy zsűri pontjai alapján választották ki a győztest. Ezt követően három alkalommal a belső kiválasztás mellett döntöttek, a beérkezett pályaművekből egy zsűri választotta ki az indulót. 2009-ben ismét rendeztek nemzeti döntőt, három előadó részvételével.

## Résztvevők
| Év   | Előadó            | Dal                          | Magyar fordítás                        | Döntő                   | Pontszám                | Elődöntő | Pontszám |
| ---- | ----------------- | ---------------------------- | -------------------------------------- | ----------------------- | ----------------------- | -------- | -------- |
| 2004 | Marta Roure       | Jugarem a estimar-nos        | Játsszuk azt, hogy szerelmesek vagyunk | Nem jutott be a döntőbe | Nem jutott be a döntőbe | 18.      | 12       |
| 2005 | Marian van de Wal | La mirada interior           | A belső tekintet                       | Nem jutott be a döntőbe | Nem jutott be a döntőbe | 23.      | 27       |
| 2006 | Jenny             | Sense tu                     | Nélküled                               | Nem jutott be a döntőbe | Nem jutott be a döntőbe | 23.      | 8        |
| 2007 | Anonymous         | Salvem el món                | Mentsük meg a világot                  | Nem jutott be a döntőbe | Nem jutott be a döntőbe | 12.      | 80       |
| 2008 | Gisela            | Casanova                     | Casanova                               | Nem jutott be a döntőbe | Nem jutott be a döntőbe | 16.      | 22       |
| 2009 | Susanne Georgi    | La teva decisió (Get a Life) | A te döntésed (Tedd magad hasznossá)   | Nem jutott be a döntőbe | Nem jutott be a döntőbe | 15.      | 8        |
|      |                   |                              |                                        |                         |                         |          |          |

## Szavazástörténet

### 2004–2009
| Hely | Ország     | Pont |
| ---- | ---------- | ---- |
| 1.   | Portugália | 48   |
| 2.   | Izrael     | 30   |
| 3.   | Finnország | 28   |
| 4.   | Hollandia  | 19   |
| 5.   | Monaco     | 17   |
| 6.   | Izland     | 16   |
| 6.   | Ukrajna    | 16   |
| 8.   | Svédország | 15   |
| 9.   | Románia    | 14   |
| 10.  | Norvégia   | 13   |

| Hely | Ország        | Pont |
| ---- | ------------- | ---- |
| 1.   | Spanyolország | 54   |
| 2.   | Portugália    | 10   |
| 3.   | Észtország    | 8    |
| 4.   | Csehország    | 7    |
| 4.   | Hollandia     | 7    |
| 6.   | Lengyelország | 7    |
| 7.   | Albánia       | 6    |
| 7.   | Izland        | 6    |
| 9.   | Izrael        | 6    |
| 10.  | Finnország    | 5    |

Andorra még sosem adott pontot az elődöntőben a következő országoknak: Ausztria, Azerbajdzsán, Belgium, Bosznia-Hercegovina, Bulgária, Ciprus, Dánia, az Egyesült Királyság, Grúzia, Lettország, Magyarország, Monaco, Montenegró, Németország, Örményország, Románia, San Marino, Svájc, Szerbia, Szlovákia és Ukrajna
Andorra még sosem kapott pontot az elődöntőben a következő országoktól: Ausztria, Azerbajdzsán, Belgium, Bosznia-Hercegovina, Bulgária, Ciprus, Dánia, az Egyesült Királyság, Franciaország, Grúzia, Lettország, Magyarország, Monaco, Montenegró, Németország, Örményország, Románia, San Marino, Svájc, Szerbia és Ukrajna
| Andorra a következő országoknak adta a legtöbb pontot a döntőben: \| Hely \| Ország \| Pont \| \| ---- \| ------------- \| ---- \| \| 1. \| Spanyolország \| 60 \| \| 2. \| Ukrajna \| 33 \| \| 3. \| Franciaország \| 26 \| \| 4. \| Görögország \| 21 \| \| 5. \| Finnország \| 21 \| \| 6. \| Románia \| 20 \| \| 7. \| Svédország \| 17 \| \| 8. \| Portugália \| 16 \| \| 9. \| Izrael \| 15 \| \| 10. \| Oroszország \| 14 \| |               |      |
| Hely | Ország        | Pont |
| 1. | Spanyolország | 60   |
| 2. | Ukrajna       | 33   |
| 3. | Franciaország | 26   |
| 4. | Görögország   | 21   |
| 5. | Finnország    | 21   |
| 6. | Románia       | 20   |
| 7. | Svédország    | 17   |
| 8. | Portugália    | 16   |
| 9. | Izrael        | 15   |
| 10. | Oroszország   | 14   |

Andorra még sosem adott pontot a döntőben a következő országoknak: Albánia, Ausztria, Bosznia-Hercegovina, Bulgária, Észak-Macedónia, Észtország, Fehéroroszország, Grúzia, Hollandia, Horvátország, Lengyelország, Örményország, Szerbia és Szlovénia

## Háttér
| Év    | Rendező   | Kommentátor                                      | Pontbejelentő                                    |
| ----- | --------- | ------------------------------------------------ | ------------------------------------------------ |
| 2004  | Isztambul | Meri Picart és Josep Lluís Trabal                | Pati Molné                                       |
| 2005  | Kijev     | Meri Picart és Josep Lluís Trabal                | Ruth Gumbau                                      |
| 2006  | Athén     | Meri Picart és Josep Lluís Trabal                | Xavi Palma                                       |
| 2007  | Helsinki  | Meri Picart és Josep Lluís Trabal                | Marian van de Wal                                |
| 2008  | Belgrád   | Meri Picart és Josep Lluís Trabal                | Alfred Llahí                                     |
| 2009  | Moszkva   | Meri Picart                                      | Brigits García                                   |
| 2010– | 2010–     | Nem vettek részt és nem közvetítették a versenyt | Nem vettek részt és nem közvetítették a versenyt |

## Galéria

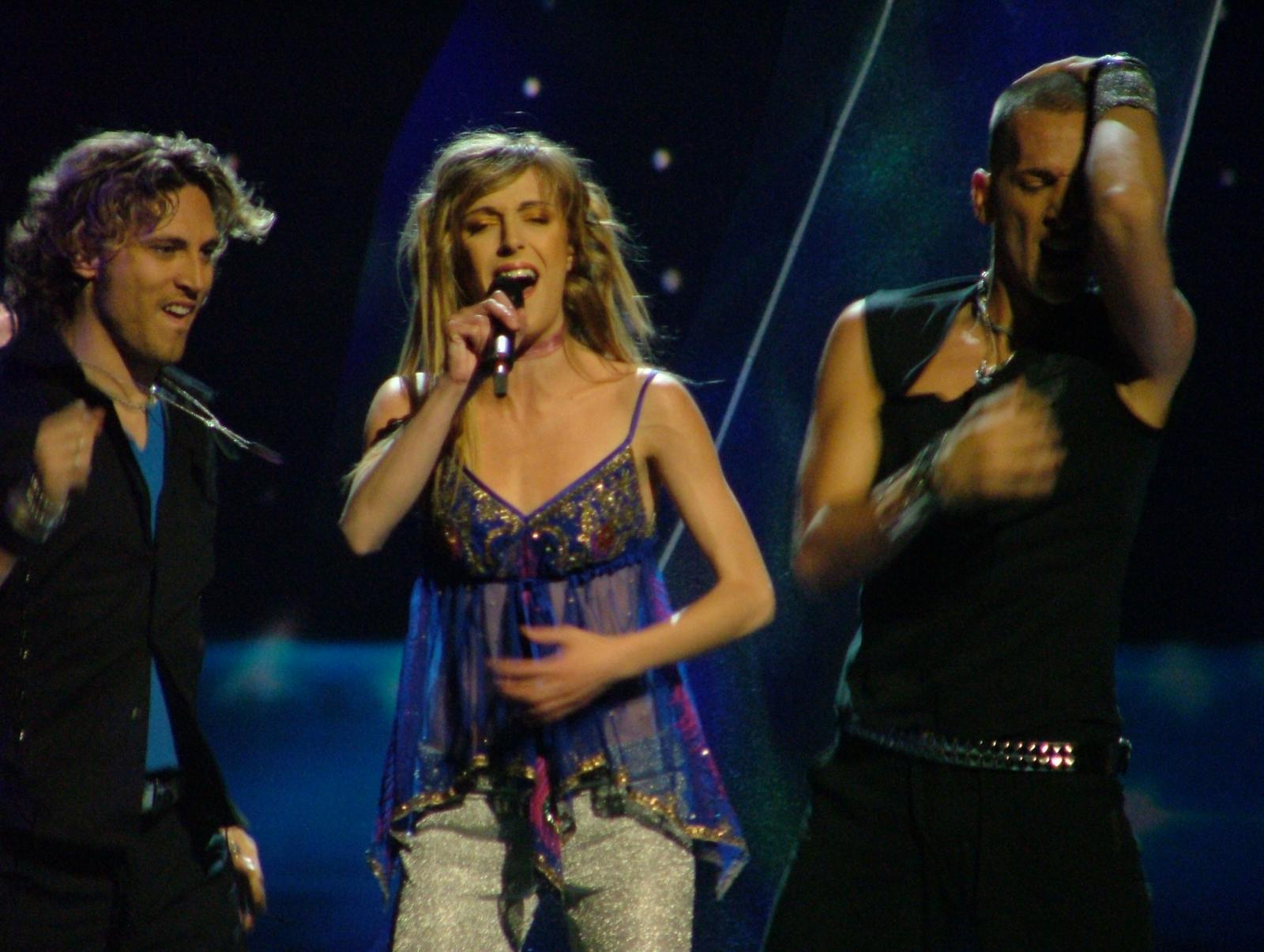
Marta Roure Isztambulban (2004)
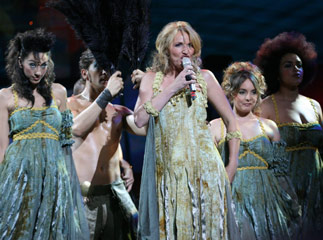
Marian van de Wal Kijevben (2005)
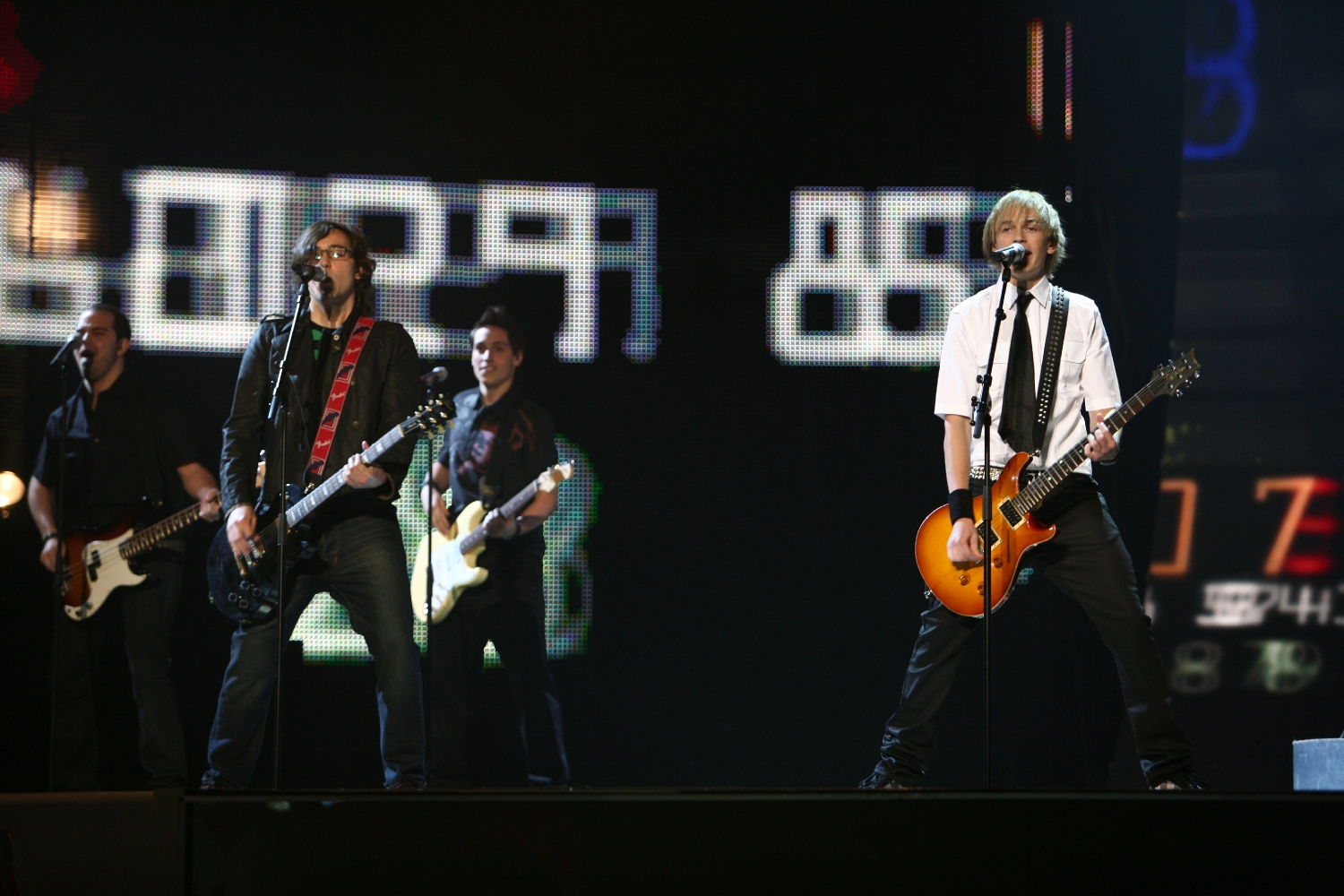
Az Anonymous Helsinkiben (2007)
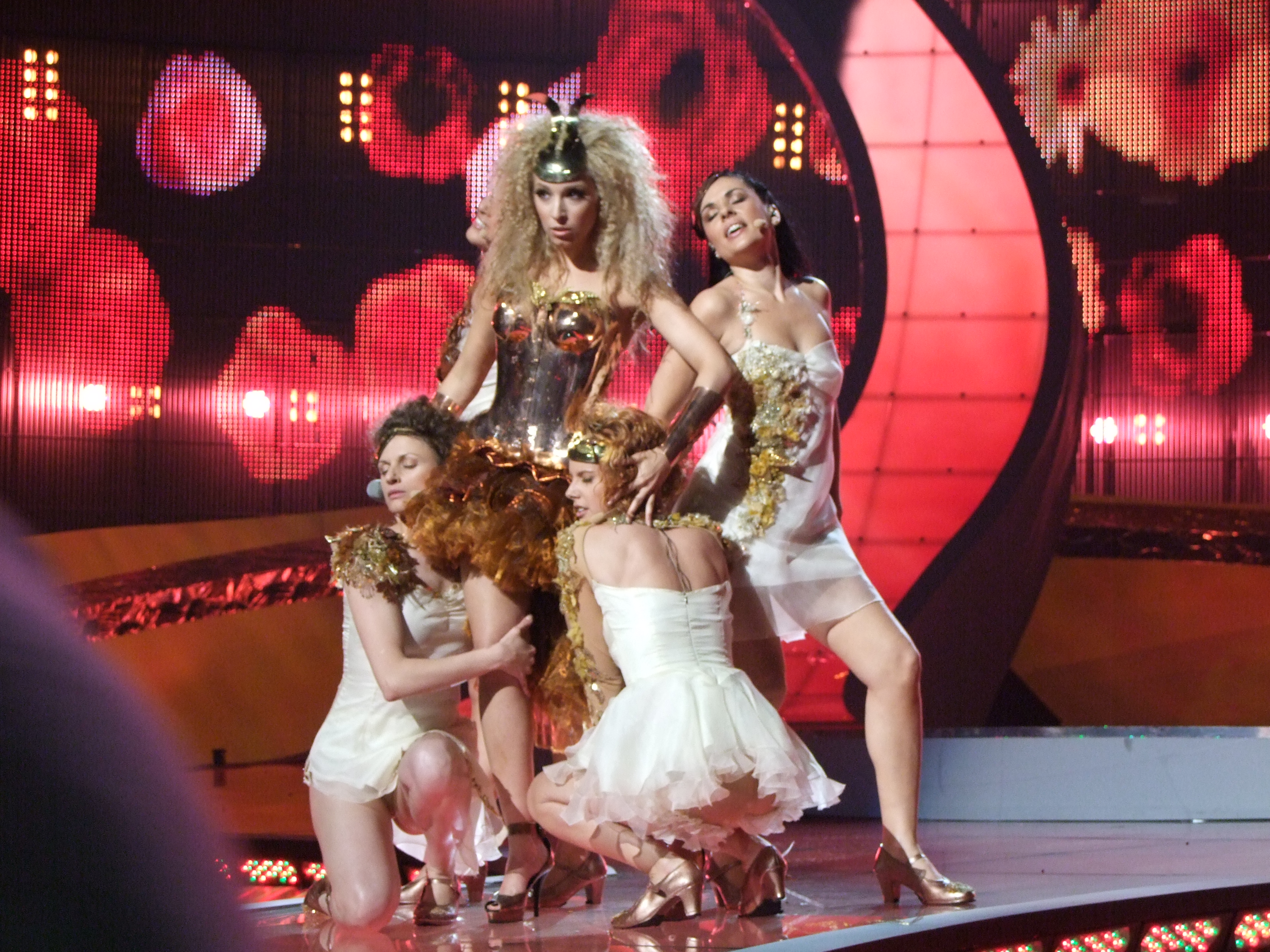
Gisela Belgrádban (2008)